# Fundacja na rzecz Collegium Polonicum
Fundacja na rzecz Collegium Polonicum – fundacja działająca przy Collegium Polonicum w Słubicach. Jej dewiza brzmi: Sic itur ad astra (tak się idzie do gwiazd) – Wergiliusz.

## Działalność
Fundacja powstała w październiku 2002 roku i swoją działalność opiera się na współpracy z Uniwersytetem im. Adama Mickiewicza w Poznaniu i Europejskim Uniwersytetem Viadrina we Frankfurcie nad Odrą, stanowiąc pomost między placówką uniwersytecką a regionem.
Przez pierwsze 10 lat działalności fundacja zrealizowała ponad 50 projektów o łącznej wartości ponad 17 mln zł., zorganizowała około 25 konferencji tematycznych, 5 edycji Targów Aktywności Społecznej, opublikowała 11 wydań Miesięcznika Lubuskich Organizacji Pozarządowych InfoNGO. W działaniach projektowych fundacji brało w tym czasie udział ok. 10 tys. osób.

### Rada Fundacji
- prof. UAM dr hab. Andrzej Lesicki, rektor UAM – przewodniczący
- Prof. Dr. Alexander Wöll, prezydent Europejskiego Uniwersytetu Viadrina – wiceprzewodniczący
- dr Ryszard Bodziacki – członek,
- Kazimiera Jakubowska – członek, Przewodnicząca Rady Powiatu słubickiego

### Zarząd Fundacji
- dr Krzysztof Wojciechowski – członek
- Karolina Dreszer-Smalec – członek
- Magdalena Tokarska – prezes
- prof. UAM dr hab. Grzegorz Podruczny – członek